# Переливница тополёвая
Переливница тополёвая, или радужница малая, или переливница малая, или переливница илия (лат. Apatura ilia) — дневная бабочка из семейства Нимфалиды (Nymphalidae). 

## Этимология названия
Илия (римская мифология) — Рея Сильвия, мать Ромула и Рема, родоначальница римлян.

## Описание

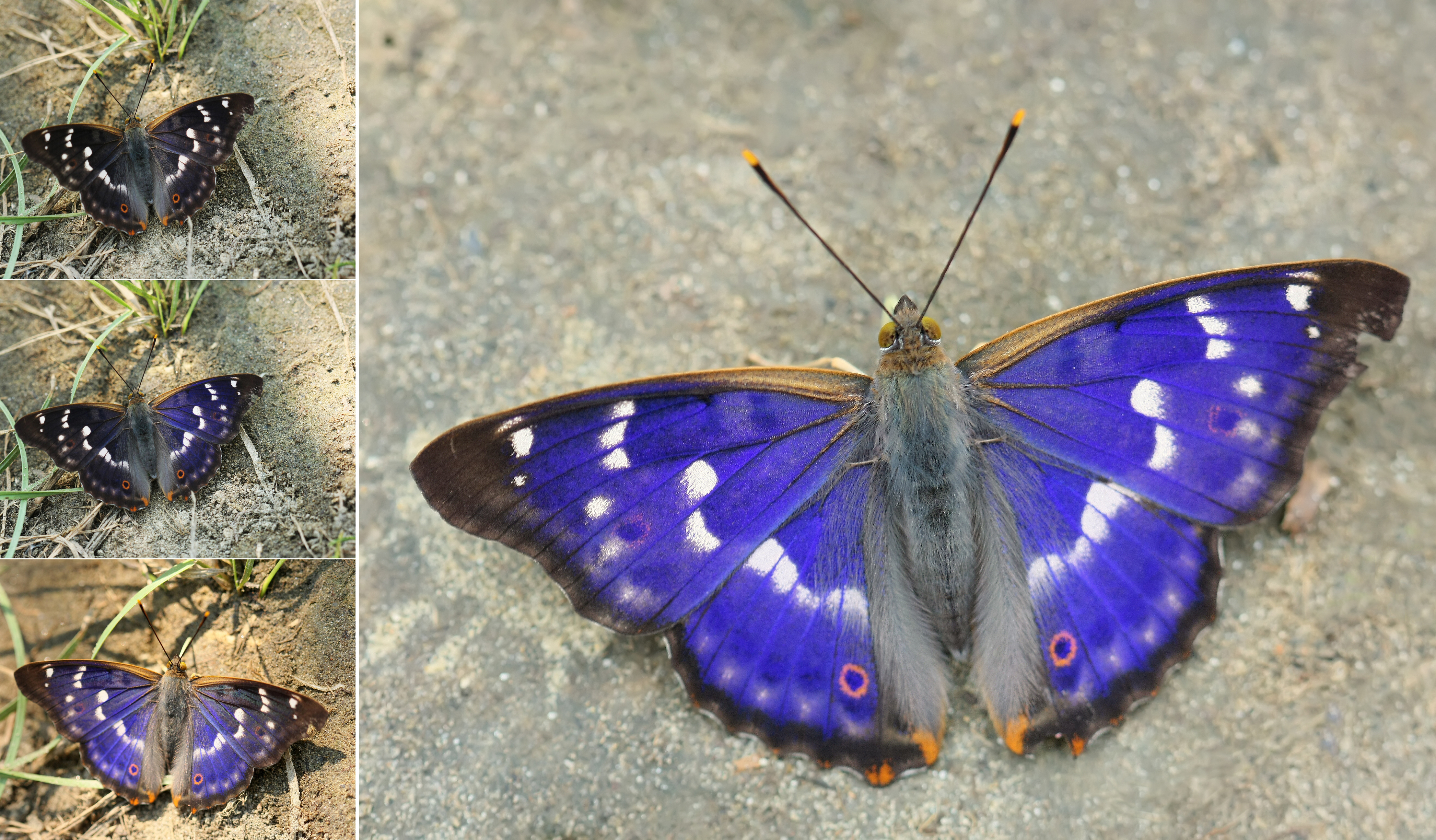

Размах крыльев 60-80 мм. Верхняя сторона крыльев чёрно-бурая, у самца с ярко-фиолетовым отливом. У самки светло-бурая без отлива. Переливы на крыльях самца создаются не синими и фиолетовыми пигментами, а структурной окраской, которая обусловлена частичным отражением синей составляющей спектра света чешуйками крыльев. Самки крупнее самцов. Передние крылья с белыми пятнами, задние с белой перевязкой, темные глазки, окруженные оранжевой каймой и на передних и на задних крыльях. Нижняя сторона крыльев самки фиолетово-бурая, отсутствует белый зубчик на перевязи.

### Вариабельность
У красной формы (f. clytie Den. et Schiff.), белые глазки в углах передних крыльев замещаются красновато-желтыми. В некоторых местах ареала эта форма более многочисленна, нежели номинативная.

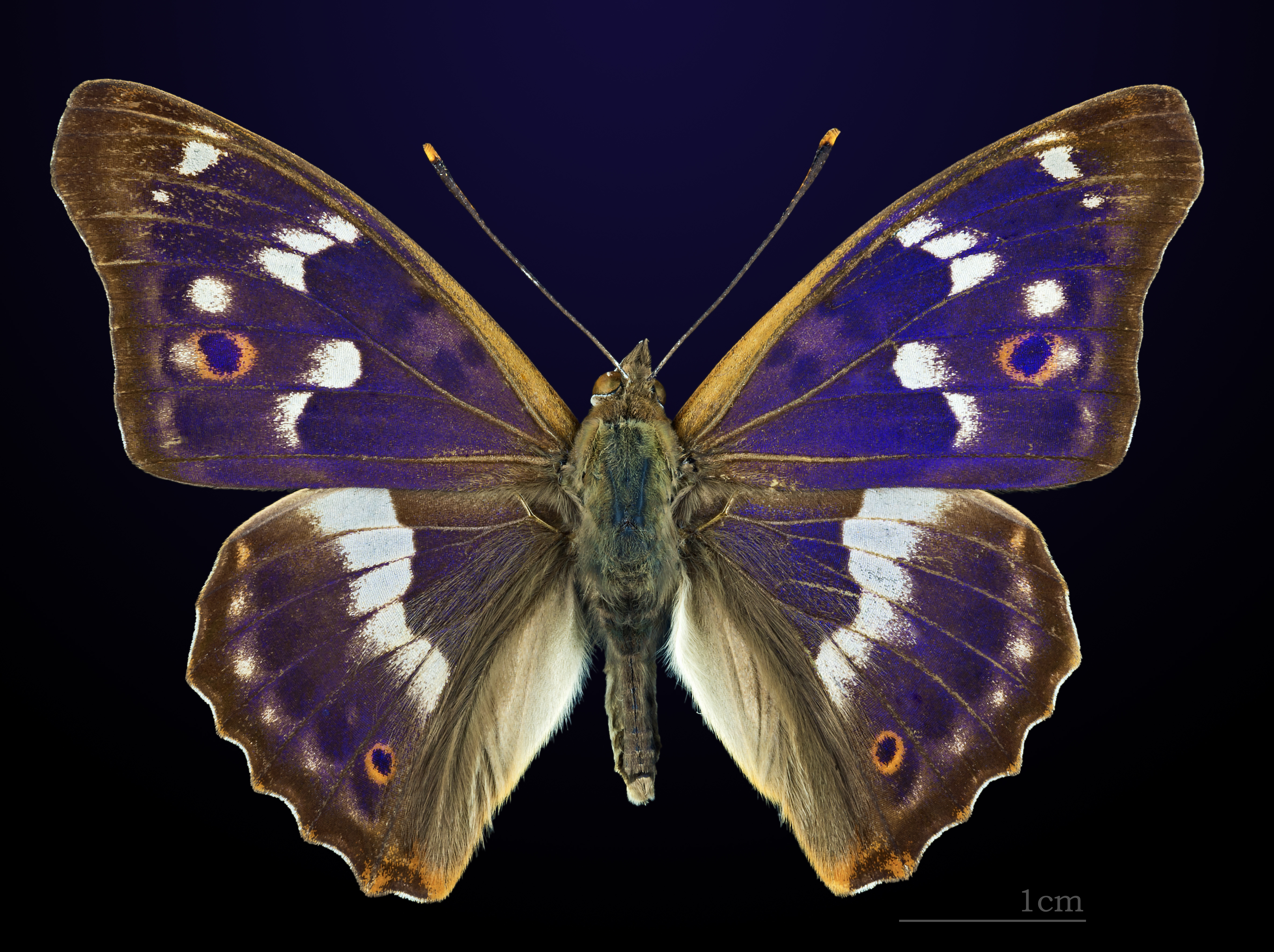
Самец. Номинативная форма.
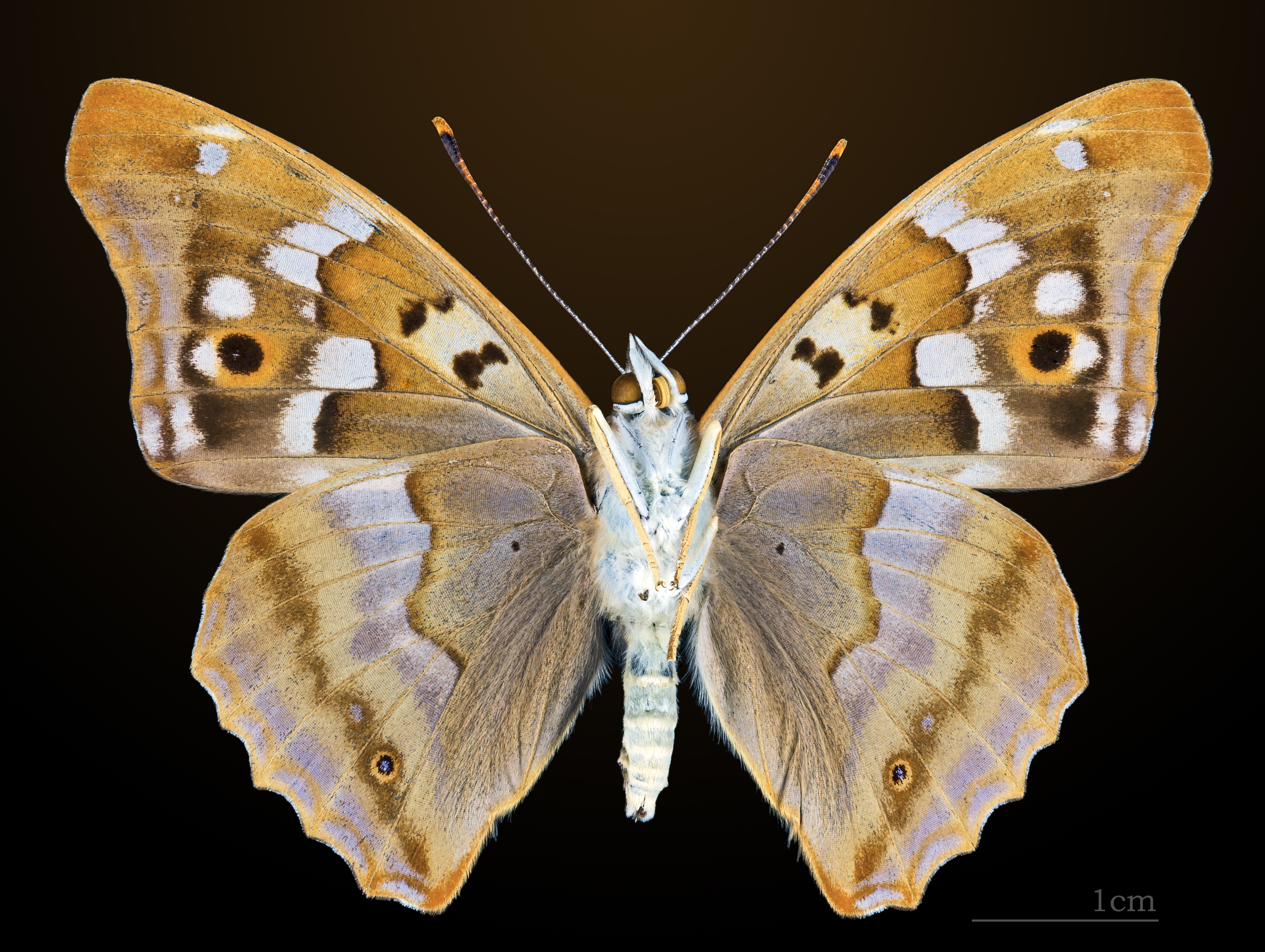
Самец. Нижняя сторона крыльев.
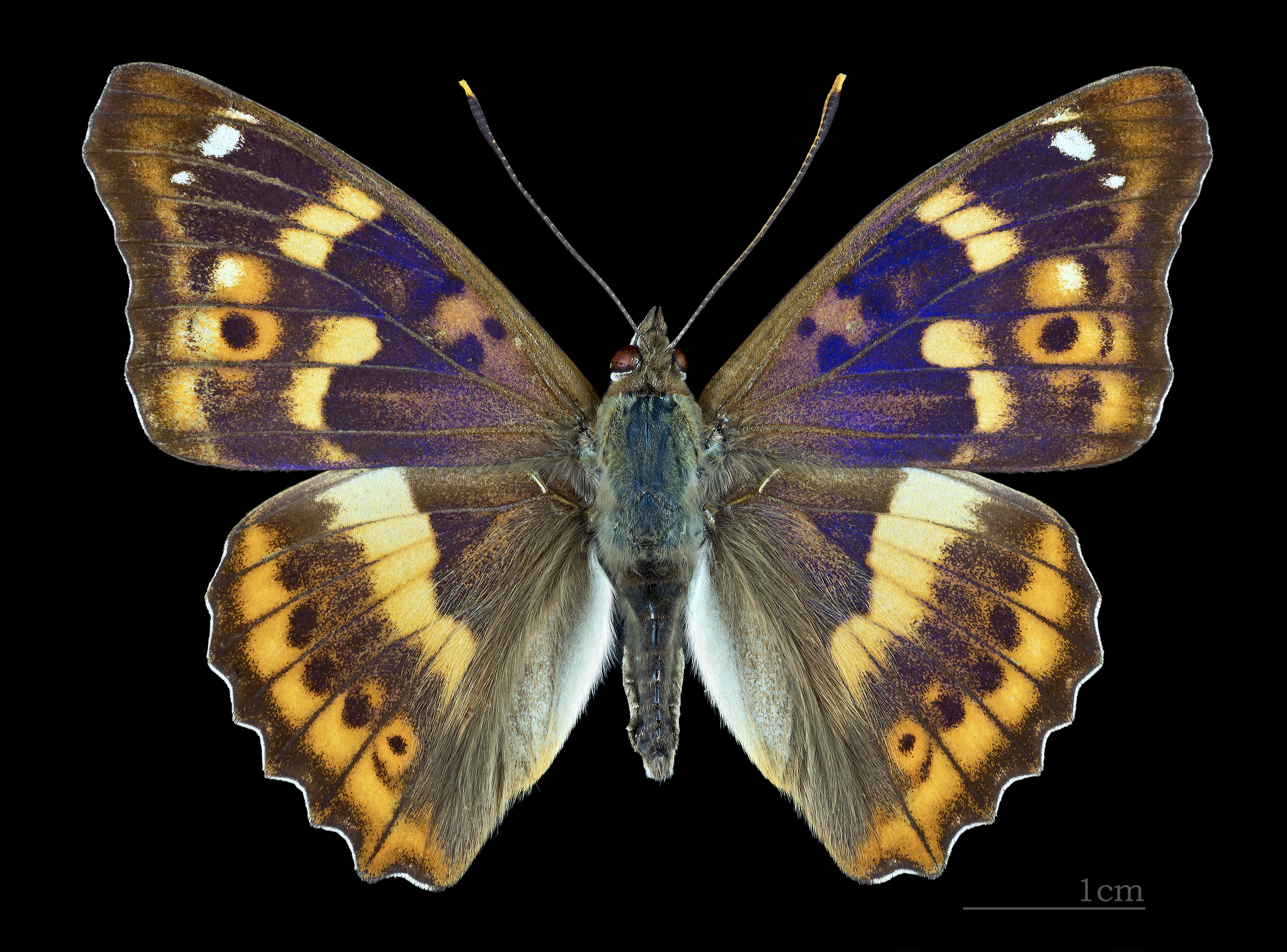
Самец формы clytie.
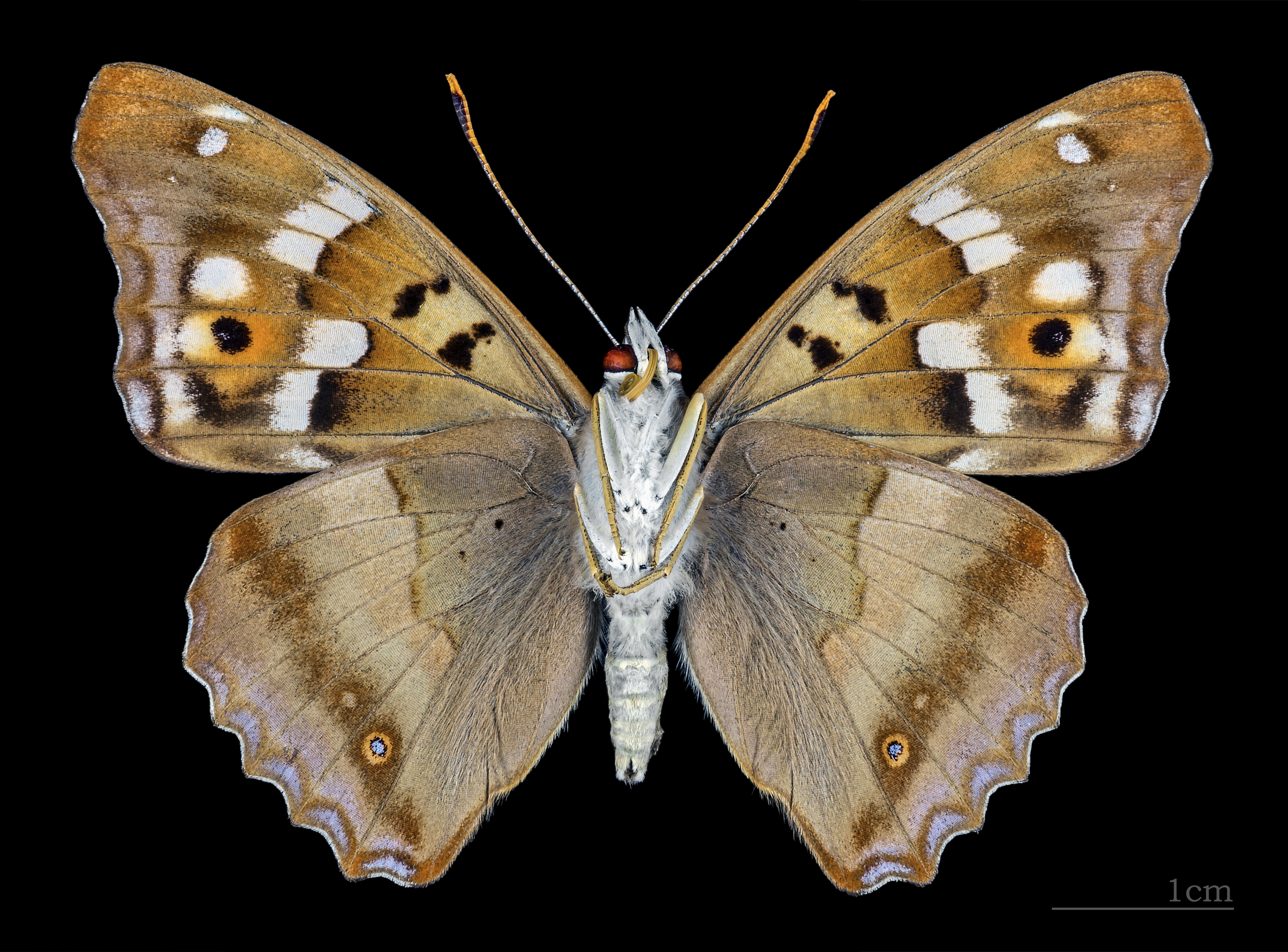
Самец формы clytie. Нижняя сторона крыльев

## Ареал
Центральная, Южная и Восточная Европа, Кавказ и Закавказье, северо-запад Казахстана, Восточное Забайкалье, Приамурье (на север до Зейского заповедника, верхнего течения реки Бурея, Мариинского), Приморье, Китай, Корея, Япония.
Вид обитает в лесном и лесостепном поясах Восточной Европы. На северо-востоке границу ареала можно провести от Ленинградской области России на восток до Южного и Северного Урала. Встречается по всей Польше, Словакии, Венгрии, Румынии, Беларуси. На Украине не отмечен только в средне-степной и сухостепной подзонах степной зоны и в Крыму. В России ареал простирается от Среднерусской возвышенности на юг до Кавказа, где известны находки вида в Ростовской области у Таганрога и станицы Ефремово-Степановской, на юге Ставропольского края и севере Кабардино-Балкарии, северной части черноморского побережья и Адыгеи, в центральной части Волго-Ахтубинской поймы в Астраханской области.
Отсутствует в Северной Германии, Средиземноморской области, Скандинавии и Англии. Небольшие популяции в Испании, Португалии.

## Время лёта и местообитания
В Европе — с июля до начала августа. В европейской части России в июне-июле. На юге ареала или в жаркие годы в конце августа и сентябре могут появляться бабочки второго поколения. Летает по берегам рек и ручьев, на полянах и опушках широколиственных и смешанных лесов, в ивовых зарослях. В горы не поднимается выше 1000 м над ур. м.
Самцы часто образуют скопления по берегам луж, ручьев или на экскрементах крупных животных, привлекаются человеческим потом. Самки ведут скрытый образ жизни, держатся в основном в кронах деревьев и крайне редко спускаются под полог леса.

## Гусеница и куколка

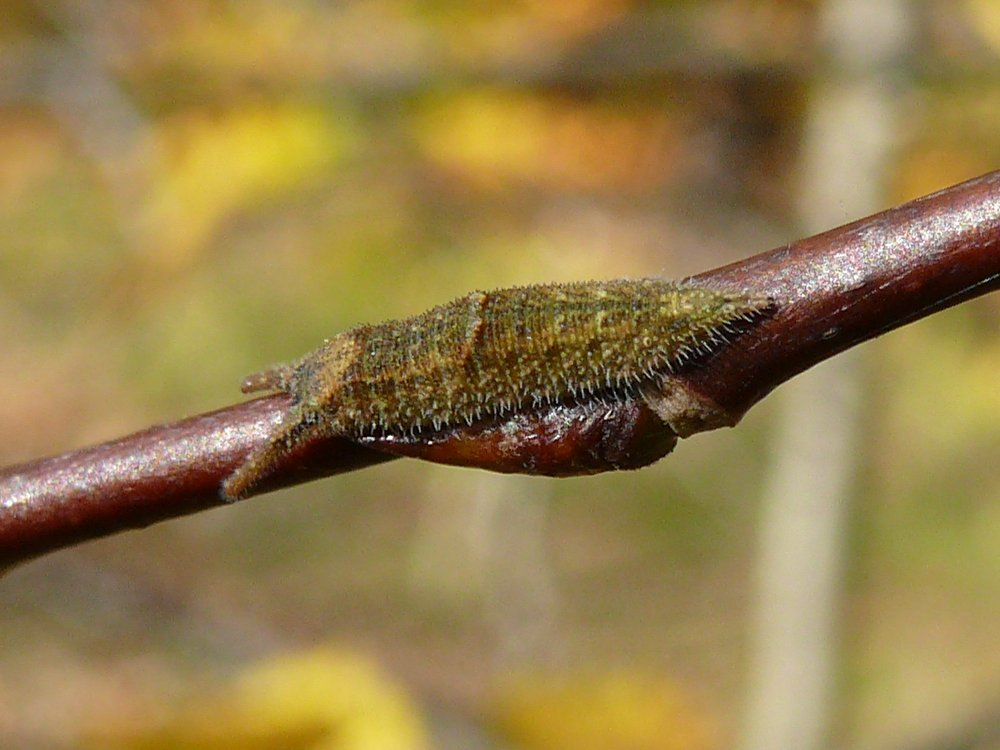
Гусеница

Стадия гусеницы с августа до июня. Гусеница аналогична таковой у Apatura iris, отличаясь только черным цветом рожков на голове. Зимуют гусеницы. Кормовые растения: Populus alba — тополь белый, Populus nigra — тополь черный, Populus tremula — осина, Populus sp. — тополь, Salix alba — ива белая, Salix caprea — ива козья, Salix rosmarinifolia — ива розмаринолистная, Salix viminalis — ива корзиночная, Salix sp. — ива.
Стадия куколки продолжается обычно 2-3 недели.

## Замечания по охране
Включен в Красные книги: Латвии (1998) (2 категория), Смоленской области в России (1997) (4 категория), Восточной Фенноскандии (1998) для Германии (4 категория). Лимитирующие факторы: общее ухудшение экологической обстановки в естественных местах обитания.